# Pseudoeurycea lineola
Pseudoeurycea lineola är en groddjursart som först beskrevs av Cope 1865.  Pseudoeurycea lineola ingår i släktet Pseudoeurycea och familjen lunglösa salamandrar. IUCN kategoriserar arten globalt som starkt hotad. Inga underarter finns listade i Catalogue of Life.